# 스윙어즈 (1996년 영화)
《스윙어즈》(영어: Swingers)는 미국에서 제작된 더그 라이먼 감독의 1996년 버디 코미디 영화이다. 스윙 음악이 재부상하던 1990년대를 배경으로, 일도 애인도 없어 좌절한 할리우드 코미디언과 그 친구들의 소동을 그린다. 존 패브로, 빈스 본, 론 리빙스턴, 패트릭 밴혼, 앨릭스 데이제어, 헤더 그레이엄 등이 출연하였고, 빅터 심프킨스 등이 제작에 참여하였다.
이 영화는 브라보에서 꼽은 "가장 재미있는 영화 100편" 가운데 58위에 올랐다. 2011년 엠파이어는 "역대 최고의 미국 독립 영화 50편"을 뽑으며 이 영화를 49위에 올렸다.

## 출연
- 존 패브로
- 빈스 본
- 론 리빙스턴
- 패트릭 밴혼
- 앨릭스 데이제어
- 헤더 그레이엄
- 브룩 랭턴
- 스티븐 개건
- 마이크 화이트

## 기타 제작진
- 공동 제작: 존 패브로
- 협력 제작: 에이브럼 러드위그, 브래드퍼드 L. 슐라이
- 배역: 린다 프랜시스
- 의상: 제너비브 티럴